# Гасанов, Джамаладин Набиевич
Джамалади́н Наби́евич Гаса́нов (род. 5 августа 1964, Леваши, Левашинский район, ДАССР, СССР) — российский политический деятель, меценат.
Депутат Государственной Думы Федерального Собрания Российской Федерации пятого, шестого, восьмого созывов.
Действительный государственный советник 3-го класса.
С 2019 по 2021 год занимал должность Постоянного представителя Республики Дагестан при Президенте Российской Федерации.
Состоял в ряде политических партий: ЛДПР, «Справедливая Россия», «Правое дело», «Единая Россия».
Кандидат политических наук.
Из-за поддержки российско-украинской войны — под санкциями 27 стран ЕС, Великобритании, США, Канады, Швейцарии, Австралии, Японии, Украины, Новой Зеландии.

## Биография
Родился в Дагестане 5 августа 1964 года. По национальности — даргинец. Окончил Саратовский пушно-меховой техникум. Работал на различных должностях в Невинномысском комбинате.
В 1994 году стал работать в администрации Ставрополья, занял пост помощника премьер-министра Ставропольского края. Далее в 1999 году работал заместителем полпреда президента в Ставропольском крае.
В 2000—2004 годах — главный федеральный инспектор аппарата полномочного представителя президента РФ в ЮФО. В 2004 году — начальник инспекции по контролю за неналоговыми доходами и источниками внутреннего финансирования Счётной палаты России.
В 2002 году окончил Ставропольский филиал Белгородского университета потребительской кооперации по специальности «экономист».
В 2002—2007 годах — член партии «Единая Россия» и член регионального политсовета её ставропольского отделения. В 2006 году — руководитель центрального исполкома «Единой России».
В 2007 году — депутат Думы Ставропольского края четвёртого созыва по партийным спискам регионального отделения партии «Единая Россия».
В 2007 году избран депутатом Государственной думы пятого созыва по федеральному списку ЛДПР (региональная группа № 67: Ставропольский край). Вошёл в состав фракции ЛДПР. Заместитель председателя Комитета по собственности.
Летом 2011 года возглавлял Ставропольское региональное отделение политической партии «Правое Дело».
4 декабря 2011 года был избран депутатом Государственной Думы ФС РФ 6 созыва от политической партии «Справедливая Россия» (Ростовская региональная группа). В 2012 году вышел из партии.
Является кандидатом политических наук, тема его диссертации посвящена международному терроризму.
01 марта 2019 года назначен Постоянным представителем Республики Дагестан при Президенте Российской Федерации.
В сентябре 2021 года на выборах в Государственную Думу VIII созыва был избран по Южному одномандатному избирательному округу № 12 в республике Дагестан как представитель от политической партии «Единая Россия». 73,31 % голосов избирателей, посетивших участки в дни голосования были отданы за Джамаладина Гасанова. Включен в Комитет Государственной Думы по безопасности и противодействию коррупции.
Из-за поддержки российской агрессии и нарушения территориальной целостности Украины во время российско-украинской войны находится под персональными международными санкциями разных стран. С 23 февраля 2022 года находится под санкциями всех стран Европейского союза. С 11 марта 2022 года находится под санкциями Великобритании. С 24 марта 2022 года находится под санкциями Соединенных Штатов Америки. С 24 февраля 2022 года находится под санкциями Канады. С 25 февраля 2022 года находится под санкциями Швейцарии. С 26 февраля 2022 года находится под санкциями Австралии. С 12 апреля 2022 года находится под санкциями Японии. Указом президента Украины Владимира Зеленского от 7 сентября 2022 находится под санкциями Украины. С 3 мая 2022 года находится под санкциями Новой Зеландии.

## Награды
- Орден «За заслуги перед Республикой Дагестан» — за заслуги перед Республикой и активную общественно-политическую деятельность (Указ Президента Республики Дагестан № 186 от 17 июня 2013 года[7]; обнародован 24 июня 2013 года[8])[9].
- Медаль «За возвращение Крыма» — за значительный личный вклад в проведение мероприятий, обеспечивших реализацию права народов Крыма на самоопределение (Приказ Министерства обороны Российской Федерации № 36 от 28 января 2015 года[10][11])[12].
- Медаль МЧС России «Участнику чрезвычайных гуманитарных операций» — за образцовое выполнение служебных обязанностей, проявленные инициативу и усердие при обеспечени и личном участии в чрезвычайных гуманитарных операциях за рубежом. (Указ министра по чрезвычайным ситуациям Сергея Шойгу от 19 сентября 2002 года)[13]
- Почётная грамота от Председателя Совета Федерации ФС РФ Валентины Матвиенко за многолетний добросовестный труд и активное участие в законотворческой деятельности.[14]
- Благодарность Председателя Государственной Думы ФС РФ Сергея Нарышкина за значительный вклад в развитие законодательства Российской Федерации и парламентаризма в Российской Федерации.[15]
- Благодарность Президента Российской Федерации Владимира Путина за активное участие в подготовке и проведении референдума по принятию Конституции Чеченской Республики и законов о выборах Президента и Парламента Чеченской Республики.[16]
- Благодарность Полномочного представителя Президента РФ в Южном Федеральном округе Виктора Казанцева за добросовестный труд, активное участие в общественно-политическом, социально-экономическом и культурном развитии Юга России.[17]
- Благодарственная грамота центрального исполнительного комитета Всероссийской политической партии «Единая Россия» за активное участие в партийном строительстве и личный вклад в повышение авторитета Всероссийской политической партии «Единая Россия».[18]
- Диплом от Председателя Совета Муфтиев РФ Муфтия Шейха Равиля Гайнутдина и президента Исламского культурного центра Абдул-Вахеда Ниязова «За активную гражданскую позицию в деле возрождения духовности, нравственности и традиционных ценностей российского общества».[19]

## Семья
Женат, имеет троих детей.
Брат — Магомедкади Гасанов, депутат Государственной Думы РФ от «Единой России». Дядя — Саид Амиров, экс-мэр Махачкалы.